# Phillip Cocu
Phillip John-William Cocu (phát âm tiếng Hà Lan: [ˈfilɪb ˈɟɔn ˈʋɪlijɑm koːˈky]; sinh ngày 29 tháng 10 năm 1970) là một huấn luyện viên và cựu cầu thủ bóng đá chuyên nghiệp người Hà Lan, hiện là huấn luyện viên trưởng của câu lạc bộ Vitesse.
Cocu là một cầu thủ đa năng, có thể chơi ở vị trí tiền vệ phòng thủ hay tại nhiều vị trí khác, nhưng thường đóng vai trò tiền vệ trung tâm hoặc tiền vệ phòng ngự. Ông được biết đến với khả năng tranh chấp, bao quát, và tinh thần đồng đội.

## Sự nghiệp

### Giai đoạn đầu/AZ
Cocu đầu tiên bắt đầu chơi bóng đá ở cấp độ nghiệp dư với các câu lạc bộ như AFC '34 và DCS Zevenaar. Ông đã ký hợp đồng chuyên nghiệp đầu tiên của ông với AZ Alkmaar trong mùa 1988-1989 khi ông chỉ 17 tuổi. Sau một giai đoạn tiến bộ, ông gia nhập Vitesse năm 1990.

### Vitesse
Sự nghiệp của ông tại Vitesse Arnhem đã thất bại bởi chân phải của ông đã bị gãy trong trận đầu tiên của mình gặp Sparta Rotterdam. Sau khi hoàn toàn hồi phục vào năm 1992, ông đã giúp câu lạc bộ của ông đến một kết thúc trong 5 đội dẫn đầu và được quyền tham dự cúp UEFA. Ajax Amsterdam đã cố gắng để có được ông hai lần khi ông ở Vitesse, nhưng Dick Advocaat đã ký hợp đồng với ông cùng PSV vào năm 1995.

### PSV
Trong nhiệm kỳ của ông tại PSV Eindhoven, Cocu đã giành một chức vô địch Eredivisie. Với đội ngũ các đồng nghiệp ở đội tuyển như Jaap Stam, Arthur Numan, Boudewijn Zenden, và Wim Jonk tất cả tạo thành trụ cột của đội tuyển, ông cũng là một đồng đội của Ronaldo và Luc Nilis.

### FC Barcelona
Sau khi có được những thành công cùng PSV Eindhoven, Cocu chuyển tới gã khổng lồ xứ Catalan FC Barcelona sau World Cup 1998. Ở đây, anh được sát cùng các đồng đội ở đội tuyển quốc gia như Frank de Boer và Ronald de Boer, Patrick Kluivert, Boudewijn Zenden, Ruud Hesp, Michael Reiziger, Winston Bogarde và Marc Overmars và đội tuyển với biệt danh "Barcelona da cam" hay " Barcelona" đã giành chức vô địch La Liga vào mùa giải 1997-98 và 1998-99.
Trong những mùa giải tiếp đó, mặc dù nhiều cầu thủ Hà Lan đã rời đi xong Cocu vẫn giữ được vị trí. Vào năm 2005, Cocu đã được đích thân chủ tịch Joan Laporta trao kỉ niệm chương để tỏ lòng biết ơn tới những đóng góp của cầu thủ người Hà Lan.

### Trở lại PSV
Mặc dù được đề nghị một hợp đồng mới, Cocu rời Barcelona, trước khi bắt đầu Euro 2004 về câu lạc bộ cũ PSV. Với PSV, Cocu đã dẫn dắt đội bóng đến ba chức vô địch chỉ trong ba năm. Trong trận đấu cuối cùng của ông cho PSV, ngày 29 tháng 4 năm 2007, Cocu giúp PSV giành chức vô địch Eredivisie khi ghi được bàn thứ năm trước Vitesse, do đó khi kết thúc ở trên Ajax, đội bóng cũng bằng điểm nhưng thua về hiệu số bàn thắng/bại.

### Al-Jazira
Cocu rời PSV vào cuối mùa giải và ký kết hợp đồng vào ngày 15 tháng 8 năm 2007 với Al-Jazira Club của UAE trong một năm.

### Thi đấu quốc tế
Cocu có lần đầu tiên được gọi lên đến đội tuyển bóng đá quốc gia Hà Lan, và ông đã ghi được bàn đầu tiên của mình trong một trận giao hữu vào ngày 24 tháng 4 năm 1996 gặp đội tuyển bóng đá quốc gia Đức. Sau đó ông được chọn trong đội hình dự Euro 1996.
Năm 1998, Cocu là một nhân vật quan trọng ở đội tuyển quốc gia và đã được lựa chọn bởi Guus Hiddink cho World Cup 1998 tại Pháp, nơi ông đã ghi hai bàn trong vòng đấu bảng. Cocu đã được sử dụng trong một loạt các vị trí khác nhau trong giải đấu đó. Một ví dụ sẽ ở bán kết với đội tuyển bóng đá quốc gia Brazil, nơi ông đã trám vào vị trí hậu vệ trái, khi hậu vệ trái Numan đã bị treo giò và cầu thủ thay thế Bogarde bị chấn thương đầu gối nghiêm trọng trong một buổi tập trước trận đấu. Trận đấu đã không tốt cho Cocu khi như ông đã bỏ lỡ một quả đá luân lưu trong loạt đá luân lưu trong đó Hà Lan đã bị loại khỏi giải đấu.
Cocu tham gia đội tuyển quốc gia ở Euro 2000 trên sân nhà và cũng chơi tại Euro 2004 tại Bồ Đào Nha. Cocu là đội trưởng của đội tuyển Hà Lan, nhưng sau khi Euro 2004, tân huấn luyện viên Marco van Basten trao băng đội trưởng cho Edgar Davids và sau đó đến thủ môn Edwin van der Sar.
Với Cocu trong một vai trò then chốt ở vị trí tiền vệ, năm 2004-05, Hà Lan đã thắng 10 trong số 12 trận vòng World Cup 2006 ở Đức. Cocu giã từ đội tuyển quốc gia sau giải đấu đó.

### Sự nghiệp huấn luyện
Tháng tư năm 2008, Cocu đã được chọn là trợ lý huấn luyện viên của đội tuyển quốc gia Hà Lan. Ông cũng bắt đầu huấn luyện viên các đội trẻ của PSV ở đầu mùa giải 2008-09, nhưng được thăng trợ lý của cấp cao đội hình sau khi Huub Stevens rời đi.

## Danh hiệu

### Cầu thủ
PSV
- Eredivisie: 1996–97, 2004–05, 2005–06, 2006–07
- Johan Cruyff Shield: 1996, 1997
- KNVB Cup: 1995–96, 2004–05

Barcelona
- La Liga: 1998–99

Al Jazira
- Gulf Club Champions Cup: 2007

Đội tuyển quốc gia Hà Lan
- Hạng tư FIFA World Cup: 1998

### Trợ lý huấn luyện viên
Đội tuyển quốc gia Hà Lan
- Á quân FIFA World Cup: 2010

### Huấn luyện viên
PSV
- Eredivisie: 2014–15, 2015–16, 2017–18
- KNVB Cup: 2011–12
- Johan Cruyff Shield: 2015, 2016